# Balanophora abbreviata
Balanophora abbreviata är en tvåhjärtbladig växtart som beskrevs av Carl Ludwig von Blume. Balanophora abbreviata ingår i släktet Balanophora och familjen Balanophoraceae. Inga underarter finns listade i Catalogue of Life.

## Bildgalleri

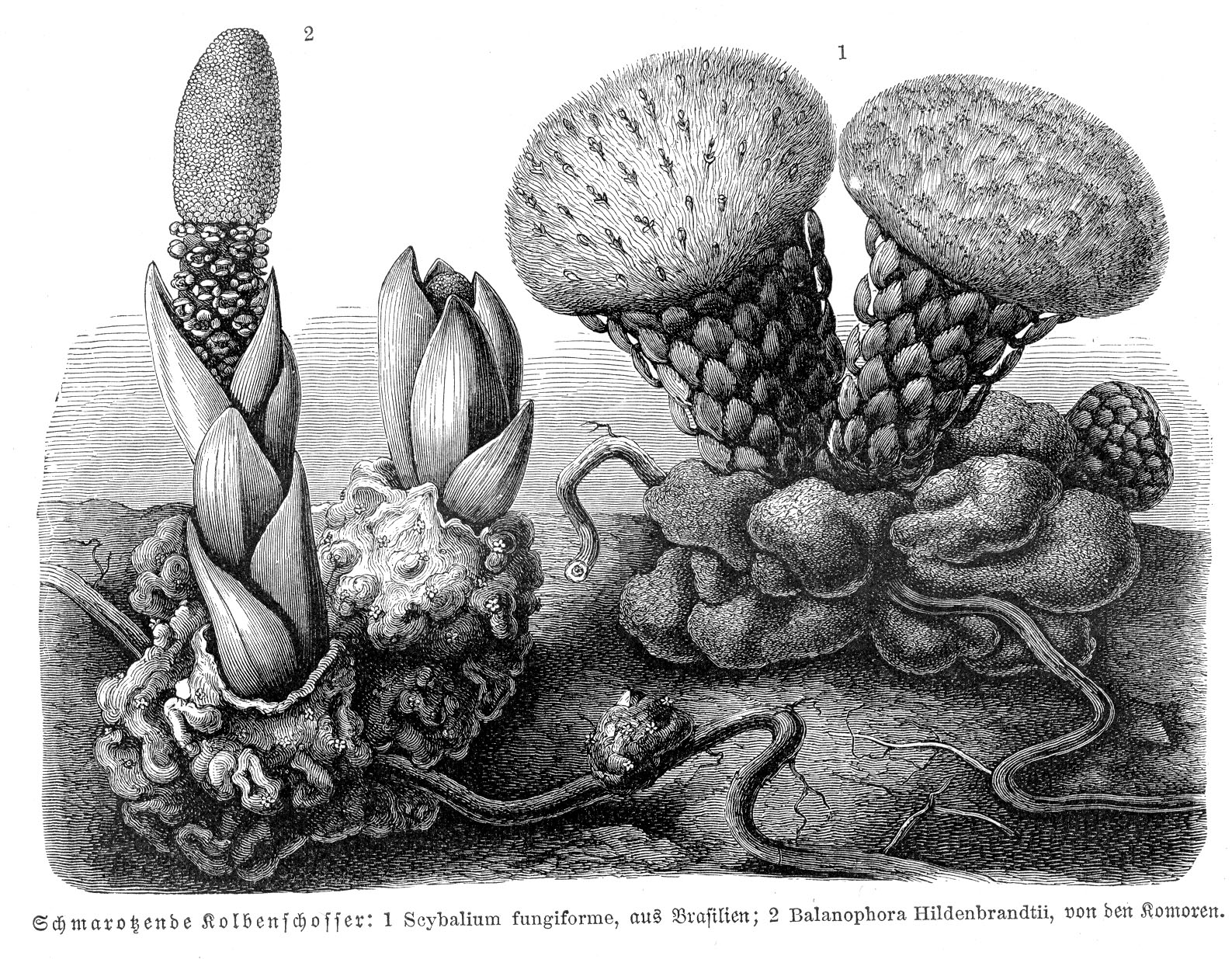